# Gallaquès
El Gallaquès  (Galhaqués en occità) és un Parçan o comarca d'Occitània situada al Llenguadoc.
La seva vila principal és Galhac.
Segons la proposta de divisió territorial d'Occitània del diari Jornalet, basada en l'obra de Frederic Zégierman Le Guide des pays de France, el Gallaquès estaria ubicat a la regió del Llenguadoc, subregió de l'Albigès.
Oficialment, els municipis del Gallaquès i de tot l'Albigès estan ubicats en el departament francès del Tarn.